# Hugo Kremer von Auenrode
Hugo Kremer Ritter von Auenrode (* 7. Februar 1833 in Wien; † 5. April 1888 ebenda) war ein österreichischer Rechtswissenschaftler.

## Leben
Hugo Kremer Ritter von Auenrode wurde als Sohn eines Hofrates in Wien geboren. Nach Absolvierung des Schottengymnasiums studierte er Jura in Wien, Göttingen sowie Berlin. In seine Geburtsstadt zurückgekehrt, wurde er dort 1855 zum Dr. jur. promoviert. Anschließend bereitete er sich auf die akademische Laufbahn vor, habilitierte sich an der Königlich Ungarischen Universität Pest (Ungarn) und wurde dort Privatdozent. Nach der Magyarisierung dieser Hochschule ging Kremer Ritter von Auenrode nach Wien zurück.
Im Deutschen Krieg war er offizieller Berichterstatter bei der österreichischen Nordarmee.
1868 wurde er zum außerordentlichen Professor für Deutsches Recht an der Universität Wien ernannt; 1874 erfolgte seine Versetzung an die Universität Prag unter gleichzeitiger Ernennung zum ordentlichen Professor für Deutsches Recht und Staatsrecht. Obwohl der Schwerpunkt seiner Lehrveranstaltungen auf dem Gebiet des Privatrechts lag, galten seine Forschungen überwiegend staatsrechtlichen Fragen. Im Wintersemester 1876/77 (nochmals 1886/87) war er Dekan der Juristischen Fakultät. Für das Wintersemester 1880/81 wurde er zum Rektor der Universität gewählt.
Als Inhaber dieses Amtes gehörte er auch dem Böhmischen Landtag an. Seine Bestrebungen, die Universität Prag im damals bestehenden Rechtszustand zu erhalten, waren nicht von Erfolg gekrönt, denn schon ein Jahr nach seinem Rektorat entschied die Regierung in Wien 1882, die alte, ehrwürdige Universität Prag in eine Deutsche Karl-Ferdinands-Universität und in eine Böhmische Karl-Ferdinands-Universität zu teilen. Er bemühte sich um den Ausbau der Hochschule und um die Stärkung ihres deutschen Charakters. Außerdem übernahm er in Prag mehrere Ehrenämter, die darauf ausgerichtet waren, das Deutschtum in der Stadt zu erhalten.
1857 ernannte die Burschenschaft Hannovera Göttingen Hugo Kremer Ritter von Auenrode zum Ehrenmitglied.
Ein Bild von Hugo Kremer Ritter von Auenrode befindet sich in der Porträtsammlung der Österreichischen Nationalbibliothek.

## Veröffentlichungen
- Die Schleswig-Holsteinische Frage. Historisch-staatsrechtlich erläutert. Verlag der Wallishausser’schen Buchhandlung, Wien 1864 bei Google Books (Nachdruck: Olms, Hildesheim 1976)
- Actenstücke zur Geschichte des Verhältnisses zwischen Staat und Kirche im 19. Jahrhundert, mit Anmerkungen. 4 Teile in zwei Bänden, Verlag von Duncker & Humblot, Leipzig 1873–1880 (Nachdruck: Olms, Hildesheim 1976)
- als Herausgeber (mit Ph. Hirsch) seit Bd. 22/23, 1872/73: Das Staatsarchiv. Sammlung der officiellen Aktenstücke zur Politik der Gegenwart